# Rainald Fischer (Mediziner)
Rainald Fischer (* 1965) ist ein deutscher Arzt in München und Präsident der Deutschen Gesellschaft für Berg- und Expeditionsmedizin.

## Leben
Nach dem Studium der Medizin und Staatsexamen an der Ludwig-Maximilians-Universität München ist er seit 1993 im Fachbereich Lungen- und Bronchialheilkunde an der Medizinischen Klinik München tätig. Fischer wurde 1995 mit einer Arbeit Zur perioperativen Krankheitsbewältigung bei malignen Neoplasien der weiblichen Fortpflanzungsorgane und der Mamma promoviert. 1998 Weiterbildung in Mountain Medicine (UIAA). 2001 übernahm er die Leitung der Mukoviszidose-Ambulanz. Nach der Aus- und Weiterbildung zum Facharzt für Innere Medizin 2004 und Pneumologie 2005 war er von 2008 bis 2013 als Oberarzt an der Medizinischen Klinik Innenstadt der LMU München tätig. Seit 2013 arbeitet er als niedergelassener Arzt in München-Pasing.
Fischer war Gründungsmitglied der Deutschen Gesellschaft für Berg- und Expeditionsmedizin (BExMed) und ist seit 2002 Präsident der Gesellschaft. Er ist Mitglied in der ärztlichen Arbeitsgemeinschaft Mukoviszidose und im Bundesvorstand Mukoviszidose e. V. Im Dezember 2014 wurde er zum Professor der Medizinischen Fakultät der LMU München bestellt.
Wissenschaftliche Schwerpunkte sind Schlafmedizin, die Therapie von Mukoviszidose-Patienten sowie die Berg- und Höhenmedizin.